# Горнблендит
Горнбленди́т (рос. горнблендит, англ. hornblendite, нім. Hornblendit m) — крупнозерниста кристалічна магматична порода основного складу, складена роговою обманкою. Відрізняється від амфіболіту структурою.